# Batería de Urrutia
La Batería de Urrutia es una fortificación de carácter defensivo situada en la Punta del Boquerón (accidente geográfico situado en la Playa de Camposoto, al sur del municipio de San Fernando, en la Provincia de Cádiz, España) y que formaba parte de la línea defensiva de la Isla de León (actual San Fernando), concretamente, junto al Castillo de Sancti Petri, a la Batería de San Genís y a la Batería de Aspiroz, de la línea encargada de proteger la entrada sur del Caño de Sancti Petri (Islote de Sancti Petri, Punta del Boquerón y Avenidas de Chiclana), con la función de controlar el camino de la cercana localidad de Chiclana, a la que se accedía por los caños denominados Avenidas de Chiclana, y evitar cualquier penetración por mar que los enemigos pudieran planear, remontando el caño hasta llegar a la ciudad de San Fernando (en especial al Arsenal de La Carraca) y a la Bahía de Cádiz. Se encuentra medio oculta por la vegetación sobre la que asoman los merlones; su interior, cubierto de maleza, aún muestra los rasgos reconocibles de un patio de armas y recintos para la guardia y accesos al paseo de ronda.

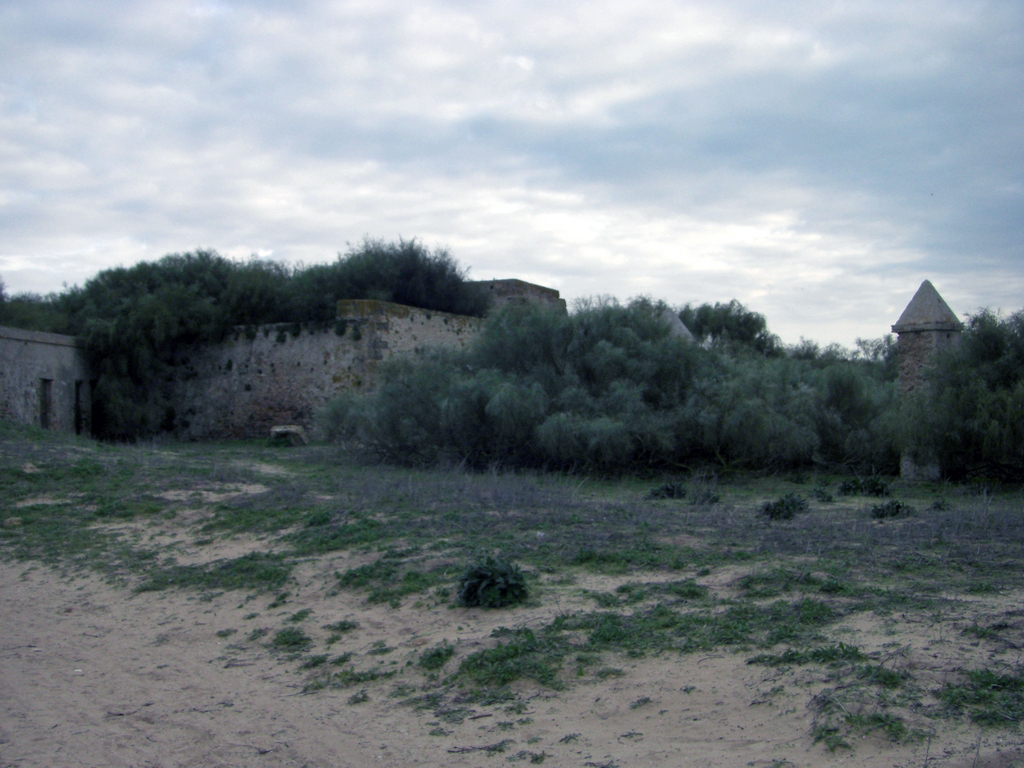
Batería Urrutia.

## Datos generales

### Historia
La Batería de Urrutia fue construida a comienzos del siglo XIX tras la llegada del Duque de Alburquerque a la ciudad para defender la entrada a San Fernando desde el mar por el Caño de Sancti Petri, junto a la existente y desaparecida situada en el actual poblado de Sancti Petri. El nombre de la batería se debe al general José de Urrutia y de las Casas, que fue Ingeniero General del Ejército Español, cargo desde el que dio vida al Cuerpo de Ingenieros militares.
La Batería jugó un papel decisivo en el retorno de la monarquía absolutista a España tras el periodo conocido como Trienio Liberal. En 1823 la guarnición de la Batería, formada por el Regimiento San Marcial, a la sazón uno de los más potentes de la zona de la Bahía, se sublevó y entregó la posición apoyando al Duque de Angulema que, al mando de los Cien Mil Hijos de San Luis, trataba de volver a sentar en el trono al rey Fernando VII.

### Descripción
De planta rectangular y con unos de sus frentes hacia el río, esta construcción militar presentaba un potente lienzo de murallas en línea curva, sobre un terraplén elevado sostenido por un muro de cantería, que servía para proteger de los ataques enemigos. 
Artillada con nueve piezas de 24 y dos de 16 sobre sus merlones, estaba cerrada por la parte posterior con una cerca de apertura central que daba acceso a un amplio patio de armas en el que se instalaban las diversas dependencias de la guardia, así como almacenes.
Aunque de construcción dieciochesca, en 1845 se levantó un plano de la fortificación para proceder a su reforma, tras la cual presenta el aspecto actual.

### Función militar
El conjunto de fortificaciones defensivas del sur de la Isla de León (antiguo nombre de la ciudad de San Fernando) era la de cerrar la entrada de navíos a través del Caño de Sancti Petri y evitar un desembarco de tropas enemigas tanto en la orilla chiclanera del caño (cerrando las avenidas o caños de Chiclana de la Frontera) como en la Punta del Boquerón (la Playa de Camposoto u orilla oeste que era vigilada durante el Sitio de Cádiz por la Marina Británica).

## Situación y acceso
La Batería de Urrutia se encuentra en un punto estratégico desde el punto de vista militar en la época en la que se construyó, en la denominada Punta del Boquerón, en el extremo meridional del municipio de San Fernando, en la entrada sur del Caño de Sancti Petri. Frente a él se encuentra el Islote de Sancti Petri (perteneciente a San Fernando, en el que se levanta el castillo homónimo), y el Puerto Deportivo Sancti Petri (perteneciente a Chiclana, situado en la península).
Su acceso se realiza a través de la Playa de Camposoto, o bien por el sendero trazado por la ribera del caño y que permite contemplar, además del paisaje de marismas y salinas, la flora y fauna vinculadas al parque natural de la Bahía de Cádiz.

## Otras baterías de la Punta del Boquerón: San Genís y Aspiroz
Debido a la situación estratégica de la Punta del Boquerón, se construyeron otras fortificaciones, aparte de la de Urrutia. Situada más al sur que la Batería de Urrutia, la Batería de San Genís era la que más directamente abría fuego sobre los buques enemigos. Esta batería estaba dotada de 14 piezas de artillería (más piezas que la de Urrutia aunque de menor capacidad de disparo). Más al norte, y por tanto en el interior del caño -menos expuesto a la artillería enemiga- se encuentra la Batería de Aspiroz, que era la menos artillada y de peor construcción.

## Protección
Está bajo la protección de la Declaración genérica del Decreto de 22 de abril de 1949 y la Ley 16/1985 sobre el Patrimonio Histórico Español. En el año 1993 la Junta de Andalucía otorgó reconocimiento especial a los castillos de la Comunidad Autónoma de Andalucía.
En la actualidad se halla en un estado ruinoso, en especial el interior del recinto (como el patio de armas,...), al igual que el conjunto de muros y murallas. Rodeado de vegetación, es bastante difícil distinguirlo entre la maleza. Para ello, el Ayuntamiento de San Fernando tiene previsto su rehabilitación dentro de la primera fase de actuaciones del plan Almenasur, en la que también está planeado rehabilitar la cercana Batería de San Genís.